# One Foot in the Grave (Tankard)
One Foot in the Grave è il diciassettesimo album in studio del gruppo thrash metal tedesco Tankard, pubblicato nel 2017.

## Tracce
1. Pay to Pray – 5:22
2. Arena of the True Lies – 5:08
3. Don't Bullshit Us! – 3:56
4. One Foot in the Grave – 4:47
5. Syrian Nightmare – 4:31
6. Northern Crown (Lament of the Undead King) – 4:22
7. Lock'Em Up! – 4:10
8. The Evil That Men Display – 3:14
9. Secret Order 1516 – 7:23
10. Sole Grinder – 5:28